# Cliff Burton
Clifford Lee Burton (Castro Valley, 10 febbraio 1962 – Ljungby, 27 settembre 1986) è stato un bassista statunitense.
È noto per essere stato il secondo bassista dei Metallica dal 1982 fino al 1986, anno in cui perse la vita a causa di un incidente occorso al bus del gruppo durante un tour in Svezia per la promozione del terzo album in studio Master of Puppets.
Nonostante la breve carriera, Burton è considerato una vera e propria icona nell'ambito della musica heavy metal. La rivista Rolling Stone lo ha inserito al 25esimo posto nella lista dei 50 migliori bassisti di tutti i tempi.

## Biografia

### Gli esordi (1962–1980)
All'età di sei anni si avvicinò, spinto dal padre, al mondo della musica classica e iniziò a prendere lezioni di pianoforte. Clifford affiancò lo studio della musica, in cui si applicò con abnegazione, allo sport, giocando nel campionato amatoriale di baseball, il Little League baseball, con la società sportiva della sua città, la Castro Valley Auto House.
Nel 1976, all'età di 14 anni, Cliff abbandonò, grazie alla spinta di alcuni suoi amici, lo studio della musica classica per avvicinarsi al jazz e al primo heavy metal. Affascinato da queste sonorità, così diverse dalla musica a cui era abituato, decise di abbandonare definitivamente gli studi di pianoforte per iniziare a suonare il basso. Imparò a suonare lo strumento in breve tempo, grazie anche alle lezioni private tenute dal maestro Steve Hamady, e, migliorando di giorno in giorno, Cliff decise di unirsi ad alcuni gruppi locali (gli Agents of Misfortune, nati da una storpiatura del celebre album dei Blue Öyster Cult, e gli EZ Street), venendo a contatto con nuove influenze e stili. Secondo quanto affermato dai suoi genitori in un'intervista, il giovane Cliff aveva una cura maniacale in ogni dettaglio e passava circa sei ore al giorno, tra lezioni e prove con i suoi gruppi, perfezionando la sua abilità e il suo stile.
In questo periodo, vedendo le sue capacità e le sue opportunità nel mondo musicale, Cliff firmò un contratto con i suoi genitori: decise che per guadagnarsi da vivere avrebbe fatto il musicista a tempo pieno. I genitori gli diedero l'alloggio, il cibo e lo mantennero ma la condizione era che Cliff in quattro anni sarebbe stato in grado di mantenersi con la musica, altrimenti avrebbe dovuto ottenere un posto di lavoro e dimenticare per sempre la professione di musicista. Cliff mantenne la sua promessa in soli due anni.
Burton aveva intanto iniziato da alcuni anni a lavorare in un'azienda di noleggio di Castro Valley, chiamata Castro Valley Rentals, per mantenere le spese legate al suo strumento, e nel frattempo si era diplomato alla Castro Valley High School. Nel 1980 abbandonò le lezioni private per iscriversi ai corsi di musica del Napa Valley Junior College della California del Nord.

### I Trauma (1980–1982)
Nel 1980 inoltre, Burton si unì al gruppo speed metal Trauma, gruppo già affermato nella Bay Area sia per le qualità musicali che per le esibizioni dal vivo, capaci di intrattenere il pubblico attraverso movimenti sul palco e giochi pirotecnici all'insegna della massima spettacolarità.
Il gruppo era composto da Donny Hillier alla voce, Michael Overton e George Lady alle chitarre, Cliff Burton al basso e da Dennis Shafer alla batteria. Grazie allo stile glamour ed altamente scenico dei suoi compagni di gruppo, Burton riuscì a carpire nuove influenze musicali e ad assimilare diverse tecniche da sfruttare nelle sue linee di basso. Nei Trauma Cliff fu certamente uno dei membri che si distinsero maggiormente per talento e presenza on stage, caratterizzata da prolungati e scatenati headbanging, valorizzati dai suoi lunghi capelli rossi.
La formazione con Burton non pubblicò nessun album ma durante quel periodo vennero registrate alcune demo e il brano Such a Shame, apparso nella raccolta Metal Massacre II della Metal Blade Records.
Alcuni membri si separarono dai Trauma nel 1982 quando Cliff, divenuto ormai icona del gruppo, abbandonò il gruppo dopo aver accettato la proposta di diventare bassista dei Metallica. La band vide quindi l'ingresso di Lucas Advincula al basso, Kris Gustofson alla batteria e Ross Alexander Merson alla chitarra che si unirono ad Overton e Hillier.
Nel 1984 registrarono Scratch and Scream che venne pubblicato dalla Shrapnel Records, ma poco dopo si sciolsero per poi riformarsi a quasi trent'anni di distanza, in occasione della ristampa dell'album. Tra il 2013 ed il 2014 si esibirono quindi in alcuni concerti che videro la presenza di Hillier, Gustofson e Advincula a cui si unì il chitarrista Kurt Fry, inoltre si misero al lavoro per la realizzazione di un nuovo disco che uscì nel 2015, edito dalla Pure Steel Records, con il titolo di Rapture and Wrath.

### I Metallica (1982–1986)
I Metallica stavano cercando un bassista per sostituire Ron McGovney, che aveva lasciato il gruppo nel 1982 in seguito a litigi con Dave Mustaine. Sentendo parlare bene di un certo Burton, decisero di assistere a un suo concerto con i Trauma al Whisky a Go Go; colpiti dalla sua abilità, i tre musicisti decisero di reclutarlo immediatamente. Il primo tecnico dei Metallica, Dave Marrs (il quale era presente allo show), ricordò la scena: 
Il musicista accettò subito la proposta del gruppo alla sola condizione che i Metallica trasferissero la loro sede a San Francisco, in quanto Burton non aveva molta stima della caotica Los Angeles. Accettata la proposta, un mese dopo l'esibizione Burton era già membro stabile del gruppo.
Il musicista diede immediatamente il suo apporto, contribuendo con la sua tecnica musicale e con nuove idee a livello compositivo; per molti il suo contributo fu essenziale per il futuro successo internazionale dei Metallica. Il bassista suonava il suo strumento come nessuno aveva fatto prima; i suoi assoli toccavano molti stili, variando dal jazz a melodie psichedeliche, ed erano dominati da grande sentimento e grande attenzione per i particolari. Classici esempi delle sue capacità e del suo stile emergono nell'album Kill 'Em All, il primo lavoro (fu Burton a decidere il titolo dell'album) che il musicista pubblicò con la band californiana nel 1983 e, soprattutto, nella strumentale (Anesthesia) - Pulling Teeth. L'artista contribuì largamente anche alla realizzazione del disco successivo, Ride the Lightning (1984), per il quale scrisse e compose 6 delle 8 tracce dell'album. In questo disco Burton diede il meglio di sé nella strumentale The Call of Ktulu, in buona parte da lui composta, e For Whom the Bell Tolls, la cui introduzione è divenuta un esempio dell'attento uso della distorsione da parte del musicista.
Nel 1986 Cliff Burton partecipò a pieno ritmo alla produzione dell'album Master of Puppets: qui le linee di basso di Cliff divennero maggiormente complesse e prominenti. In Orion, settima traccia dell'album, è ascoltabile un assolo del bassista.
In tutti questi anni trascorsi con i Metallica, Burton non perse mai la sua incredibile personalità durante le esibizioni e riuscì a farsi più volte apprezzare anche al di fuori del palco, divenendo di fatto uno dei membri più amati della lunga storia dei Metallica. Il fotografo dei Metallica Ross Halfin disse addirittura che era fermamente convinto che, fin dai primi giorni, Cliff Burton è stato il trascinatore della band, e che è stato proprio lui il responsabile della direzione musicale del quartetto, non tanto Hetfield e Ulrich.

### La morte (1986)
Il 1986 fu un anno pieno di eventi per i Metallica: venne pubblicato il terzo album del gruppo, Master of Puppets, e iniziò il lungo tour negli Stati Uniti d'America al fianco di Ozzy Osbourne. Dopo il tour negli Stati Uniti, la band venne contattata per una tournée in Europa. Il 26 settembre si esibirono a Stoccolma, Svezia: lo show fu un successo, grazie anche al ritorno di Hetfield alla chitarra dopo diversi mesi di assenza a causa di un infortunio al braccio e a Cliff Burton che si esibì prima in un inedito assolo di basso melodico e poi in Star Spangled Banner (l'inno nazionale statunitense). Damage Inc. e Blitzkrieg, le canzoni di chiusura dello show, si sarebbero invece rivelate le ultime due suonate da Burton in un concerto.

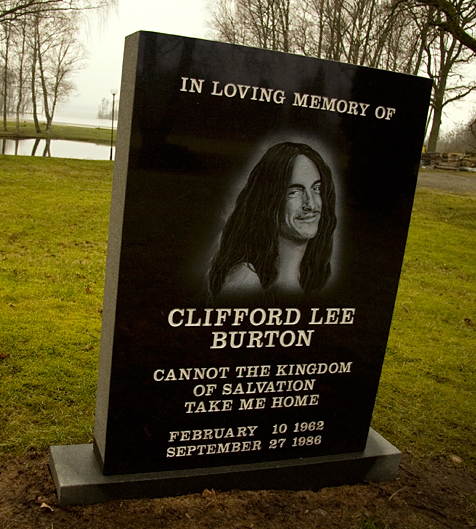
Stele in ricordo di Cliff posta sul luogo del tragico incidente. Il monumento recita:

Il 27 settembre 1986, durante un viaggio sul bus ufficiale del tour europeo, nei pressi della cittadina di Ljungby, in Svezia, Burton e Kirk Hammett, giunta ormai la sera, decisero di giocarsi a carte il posto nel letto a castello del loro bus. Il vincente avrebbe dormito vicino al finestrino, il perdente dal lato opposto; Burton vinse e dormì nel posto più prestigioso.

Durante la notte l'autista del bus perse il controllo del mezzo, forse a causa di una lastra di ghiaccio sull'asfalto (o a causa dell'abuso di alcol, come molti sostennero). Ormai fuori controllo, il grosso veicolo continuò la sua corsa in un tratto d'erba per poi ribaltarsi. Dalle lamiere contorte uscirono l'autista, Hetfield, Hammett e Ulrich. Accortisi della mancanza di Cliff, i tre componenti del gruppo si spostarono sul retro del mezzo e lì assistettero ad uno spettacolo raccapricciante. Hetfield disse di quell'evento: 
Durante il ribaltamento del bus, Cliff era scivolato fuori dal mezzo, sfondando con il suo corpo l'ampia vetrata posta vicino al suo letto, proprio nel momento in cui l'autobus si stava rovesciando. Il bassista era rimasto completamente schiacciato dal veicolo, fatta eccezione per le gambe che in parte spuntavano dalle lamiere. La situazione di Burton apparve assai grave agli altri membri della band, che chiamarono immediatamente i soccorsi. Dopo circa un quarto d'ora una gru giunse sulla scena per sollevare il bus. Sotto gli occhi dei compagni di band e dei soccorritori, l'argano iniziò a sollevare il mezzo. Quando questo fu rimosso, per il bassista non c'era più nulla da fare.
L'autopsia del dottore Anders Ottoson rivelò come causa del decesso una «compressione toracica con contusione polmonare». L'autista del bus motivò l'incidente come dovuto ad un urto su un «pezzo di ghiaccio nero» e fu rilasciato dalla polizia, nonostante questo frammento di ghiaccio non fosse mai stato trovato sul luogo dell'incidente. La polizia aveva inoltre constatato che la temperatura dell'aria sulla scena era sì fredda, ma non tale da creare simili lastre ghiacciate sulla carreggiata. Dal giorno della morte di Burton, il vetro del bus per i tour usato dai Metallica ha una tavola di compensato posta accanto ai finestrini per evitare nuovi incidenti. Questa è stata chiamata Burton Board in onore del bassista defunto.

Il corpo del musicista fu riportato pochi giorni dopo negli Stati Uniti d'America. Il funerale ebbe luogo il 7 ottobre 1986 nella Chapel of the Valley di Castro Valley. Cliff fu cremato e le ceneri vennero sparse nel Maxwell Ranch di proprietà della famiglia Burton. Uno degli invitati alla cerimonia, l'amico Dave DiDonato, descrisse la cerimonia ai giornalisti:

Intanto i Metallica, scioccati dagli avvenimenti, decisero di fermarsi per alcuni mesi indecisi sul da farsi, prendendo in seria considerazione il ritiro dalle scene. Invece, sostenuti anche dai familiari del defunto bassista, decisero di riprendere a suonare e a onorare la memoria di Burton con nuove tracce. In un'intervista dell'8 febbraio 1987 il chitarrista Kirk Hammett, uno dei membri che aveva accusato maggiormente il colpo della scomparsa di Cliff, memore del fatto che il bassista gli aveva involontariamente salvato la vita vincendo a carte il posto nel letto vicino al finestrino, rilasciò la seguente dichiarazione: 

### ...And Justice for All,Cliff 'Em Alle altri tributi (1987–1988/2009)
Dopo la morte di Burton, i Metallica pubblicarono l'album ...And Justice for All (1988). Il disco fu interamente dedicato al defunto bassista, in particolare, la traccia To Live Is to Die fu intitolata dai musicisti a Burton, essendo l'ultima a cui dette il suo contributo compositivo; infatti, oltre alla parte musicale, Cliff scrisse anche le poche parole che compongono il testo, ultime frasi scritte dal bassista prima del tragico incidente.
In essa la frase "When a man lies, he murders some part of the world" (Quando un uomo mente, uccide una qualche parte del mondo) è una frase del poeta Paul Gerhardt, mentre "These are the pale deaths which men miscall their lives" (Queste sono le pallide morti che gli uomini chiamano impropriamente loro vite) è stata presa dal libro La Conquista dello Scettro della saga Le cronache di Thomas Covenant l'incredulo scritta da Stephen R. Donaldson alla fine degli anni settanta, testo che aveva particolarmente colpito Burton.
Nel 1987 i Metallica pubblicarono anche un documentario-tributo intitolato Cliff 'Em All, contenente un'ampia retrospettiva dei 3 anni e mezzo che Cliff trascorse nei Metallica. Il video propose foto scattate dai fan, filmati professionali, apparizioni televisive e assoli del bassista; attraverso questo lavoro la band californiana poté mostrare al mondo la personalità unica e l'incredibile stile di vita di Cliff, fornendo anche l'unico prodotto visivo disponibile riguardante i primi anni della carriera del musicista.
L'ex chitarrista dei Metallica Dave Mustaine scrisse invece, con i Megadeth, il brano In My Darkest Hour, contenuto nell'album So Far, So Good... So What!, in sua memoria, essendo Burton l'unica persona con cui aveva un rapporto di vera amicizia quando militava nei Metallica. Tra gli altri artisti che pubblicarono tributi alla memoria di Cliff spiccano sicuramente gli Anthrax, che dedicarono al musicista il loro album Among the Living, datato 1987, i Metal Church gli dedicarono il loro album The Dark, i Primus e il chitarrista dei Pantera Dimebag Darrell, che in molte esibizioni live accennò parti della canzone To Live Is to Die in sua memoria.
Il 3 ottobre 2006 è stato inaugurato, nei pressi del luogo della morte di Cliff in Svezia, un monumento in memoria del bassista. Dopo la cerimonia, è stato organizzato un concerto in suo tributo che ha visto esibirsi gli Age of Fury, i The Haze, i Killersqueze e i Morbid Insultor.
Nell'aprile 2009 è stato inserito insieme ai Metallica nella Rock and Roll Hall of Fame, alla quale suo padre, Ray Burton, ha espresso i più sentiti ringraziamenti da parte sua verso i fan del figlio che ancora oggi lo acclamano e gli rendono omaggio (tra il grande pubblico era presente anche la sorella, Connie).

## Musica
(Flea dei Red Hot Chili Peppers)

### Abilità
Cliff Burton possedeva uno stile impeccabile ed era capace di produrre giri di basso potenti ma allo stesso tempo raffinati. Il suo stile era molto vario per i canoni di un bassista heavy metal: Burton non suonò mai il basso «come un chitarrista» e mai utilizzò plettri, prediligendo il contatto diretto con le corde, pizzicate a mani nude. Specialmente durante gli assoli era solito pizzicare due o tre corde nello stesso momento e lanciarsi in un complesso uso di distorsioni, tapping, bending e applicazioni del pedale wah wah. Anche per questo, diversamente da altri bassisti heavy metal che utilizzavano bassi a cinque o sei corde, Burton suonava solo bassi a quattro corde, che considerava più adatti al suo stile.
I migliori esempi della tecnica musicale di Burton sono ascoltabili in (Anesthesia) Pulling Teeth (contenuto in Kill 'Em All), in The Call of Ktulu, nell'introduzione di For Whom the Bell Tolls, in Damage Inc., nel quale Burton si cimenta in un complesso uso del pedale del volume e dell'armonia, in Disposable Heroes e in Orion.

### Influenze
James Hetfield ha ammesso in numerose interviste che le influenze musicali portate da Burton nei Metallica furono le principali responsabili di gran parte della musica prodotta dalla band nella sua lunga carriera e dell'immagine che il gruppo esibiva in pubblico.
Infatti Burton, che esordì musicalmente come pianista, portò nei Metallica la sua grande conoscenza teorica che fu immediatamente integrata nel sound del gruppo e nello stile di ogni singolo componente.
Burton inserì giri di basso che solo poche band dell'epoca erano capaci di presentare e insegnò ad Hetfield un nuovo modo di suonare la chitarra e di armonizzare.
È anche nota la sua ossessione per lo scrittore horror Howard Phillips Lovecraft, che fornì ai Metallica quegli spunti che portarono verso la creazione delle copertine tenebrose e surreali che caratterizzarono la carriera dei Metallica. Inoltre il "culto" di Lovecraft portò nuove tematiche alla band, che si dilettò così nella composizione di brani surreali come The Call of Ktulu e The Thing That Should Not Be. Anche l'apprezzamento del gruppo per i The Misfits, i Samhain e Glenn Danzig è diretta conseguenza dell'entrata nella band di Burton, che li propose in continuazione al gruppo.
Burton venne influenzato soprattutto dal bassista e frontman dei Motörhead Lemmy Kilmister, dal musicista dei Rush Geddy Lee e dal bassista jazz Stanley Clarke, tutti suoi idoli dell'infanzia.
Altra importante fonte di ispirazione fu il bassista dei Black Sabbath Geezer Butler. Tra le band e gli artisti preferiti di Burton vi furono, oltre a quelli sopracitati, il pianista Glenn Gould, i Thin Lizzy, i Black Sabbath, gli ZZ Top, i Pink Floyd, i R.E.M., gli Aerosmith e i Blue Öyster Cult.
Tra i numerosi e più importanti artisti che furono influenzati dallo stile di Burton si possono ricordare Rex Brown dei Pantera, Ben Shepherd dei Soundgarden, Jason Newsted (suo successore nei Metallica), John Myung dei Dream Theater, Pete Steele, Greg Christian dei Testament e Billy Sheehan che suonò principalmente con i Mr. Big.
È a lui e al suo stile ispirato, inoltre, il "Cliff Burton Tribute Series Power Fuzz Wah" della Morley, riprodotto in vari modelli con la collaborazione dei Metallica e del padre di Cliff, Ray Burton, e realizzato sulla base dell'equipaggiamento che il musicista era solito utilizzare nella realizzazione delle sue celebri distorsioni.

### Equipaggiamento

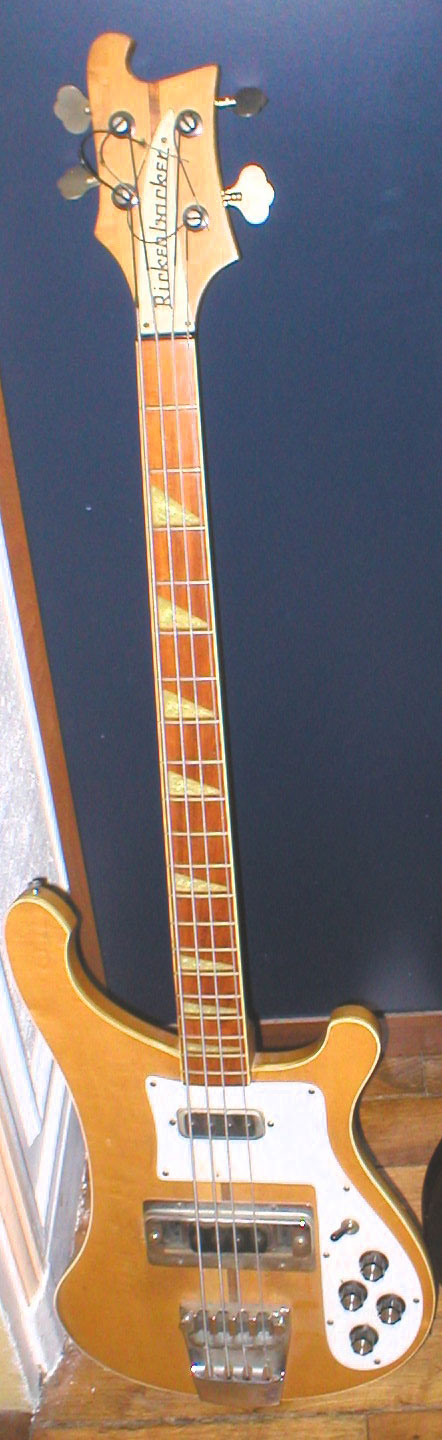
Un basso Rickenbacker modello 4001

#### Bassi
Cliff ha cominciato la sua carriera usando un Rickenbacker 4001 da lui modificato con un pickup Gibson EB Humbucker per il manico, un pickup Seymour Duncan Stacked Jazz Bass per il ponte e un pickup Seymour Duncan Stratocaster disattivabile; il basso era colorato in burgundy con battipenna bianco ed Hardware cromato, a 4 corde e con un intarsio a triangoli. Per breve tempo, durante il tour tra Kill 'Em All e Ride the Lightning, cambiò ed usò un Alembic Spoiler II nero a 4 corde con intarsio a punti, modificato con pickup AXY4.
Nel 1985 passò a un basso a 4 corde Aria Pro II SB-1000, nero con intarsio a punti, sostituito da un modello SB Black n' Gold creato dalla Aria per lui, che suonò sia in studio per le registrazioni di Master of Puppets che nelle esibizioni dal vivo, sino alla sua scomparsa. Nel 2006, per commemorare l'artista, la Aria realizzò un modello signature dell'SB Black n' Gold.

#### Amplificatori
- Randall 300 2"x15" (utilizzato nei Trauma)[11][46]
- Mesa Boogie 4"x12" e 1"x15"[45]
- Ampeg SVT-1540HE Classis Series Enclosure[45]
- Sunn Beta Bass Amp 1"x18"[46]
- Peavey Mark IV Series 400 (modificato)[46]
- Mesa Boogie D-180[46]
- Ibanez HD1500[46]

#### Effetti sonori
- Morley Power Wah Fuzz[45]
- Electro-Harmonix Sovtek Big Muff[45][46]
- Electro Harmonix Bass Balls[senza fonte]
- Morley Power Wah Boost[46]
- MXR Limiter 143[46]
- Boss CS-2 Compressor[46]
- Ibanez TS808 Tube Screamer/Ibanez TS9[46]

## Discografia

### Con i Metallica
- 1983 – Kill 'Em All
- 1984 – Ride the Lightning
- 1986 – Master of Puppets

## Videografia
- 1987 – Cliff 'Em All (pubblicato postumo in sua memoria)

### Enciclopedie
- Ian Christe, Sound of the beast. La storia definitiva dell'heavy metal, Arcana, 2009, ISBN 88-6231-086-2.
- (EN) Jeremy Simmonds, The Encyclopedia of Dead Rock Stars: Heroin, Handguns, and Ham Sandwiches, Chicago Review Press, 2008, ISBN 978-1-55652-754-8.
- Federico Guglielmi, Cesare Rizzi, Grande Enciclopedia Rock, Firenze, Giunti editore, 2002, ISBN 88-09-02852-X.

### Testi monografici
- Joel McIver, Cliff Burton - To Live Is To Die, Tsunami Edizioni, 2009, ISBN 978-88-96131-07-7.
- Irwin William, Metallica e la filosofia. Libertà, autenticità, etica: dal rock un invito a pensare, Apogeo, 2008, ISBN 88-503-2723-4.
- (EN) Glenn T. Pillsbury, Damage Incorporated: Metallica and the Production of Musical Identity, Routledge, 2006, ISBN 0-415-97374-0.
- Joel McIver, Justice for all. La verità sui Metallica, Arcana, 2004, ISBN 978-88-7966-368-7.
- (EN) Joe Berlinger, Greg Milner, Metallica: this monster lives : the inside story of Some kind of monster, St. Martin's Press, 2004, ISBN 978-0-312-33311-9.
- (EN) Steffan Chirazi, So What! The Good, The Mad and The Ugly, Broadway Books, 2004, ISBN 0-340-83581-8.
- (EN) Mark Putterford, Metallica: In Their Own Words, Omnibus Press, 2000, ISBN 0-7119-8440-9.